# 石毛翔彌
石毛翔彌（日语：／ Ishige Shōya，1990年8月20日—），日本的男性聲優。

## 人物介紹
- 2009年4月，他加入了四季劇團，並開始參與舞台劇的演出。直到2015年12月，他從四季劇團退出。2016年起，石毛開始在電視動畫擔任配音員的工作。
- 現在的興趣是閱讀（不論類別）。而最喜歡的顏色則是藍色和黑色。

## 演出作品
※粗體字為主要角色。

### 電視動畫
2016年
- orange橘色奇蹟（青木、主持人、男學生、灰姑娘男、新聞廣播員、足球部員、男子）

2017年
- 清戀（男學生、玩家）
- 遊戲王VRAINS（藤木遊作／Playmaker）[1]
- Code:Realize ～創世的公主～（士兵）

2018年
- 實驗品家庭（勇、研究員B、男性）
- 卡利古拉（男學生B）
- 火之丸相撲（米村龍二）

2019年
- BEASTARS（獅子組）

2020年
- 戀愛中的小行星（男子）
- 排球少年！！TO THE TOP（越後榮）
- 格萊普尼爾（收集者）
- 炎炎消防隊 貳之章（卡龍的手下）
- 魔法水果籃 2nd season（男學生）
- 放學後堤防日誌（手藝社員）
- 池袋西口公園（G少年、公元、未佐子的丈夫）
- 全員惡玉（署員）
- 憂國的莫里亞蒂（觀眾B）

2021年
- 轉生成蜘蛛又怎樣！（相川戀）
- 2.43 清陰高中男子排球社（柔道社員）
- 工作細胞!!（殺手T細胞4）
- 哥吉拉 奇異點（有川弓）
- 不要欺負我，長瀞同學（男子）
- 我們的重製人生
- 緋紅結繫（怪伐軍）
- 境界戰機（八咫烏隊員）
- TSUKIPRO THE ANIMATION 2（剎那）

2022年
- 戀上換裝娃娃（五條新菜[2]）
- 現實主義勇者的王國重建記（歐卡斯）
- 食鏽末世錄（自警團員）
- 天才王子的赤字國家重生術（部下）
- 白金終局（男性C）
- 輝夜姬想讓人告白-超級浪漫-（联谊会男学生）
- 處刑少女的生存之道（騎士）
- 惑星公主蜥蜴騎士（魯多·修巴利耶）
- 打工吧！！魔王大人（紅、加百列的部下、佐佐木一馬）
- 在地下城尋求邂逅是否搞錯了什麼IV（冒險者）
- 黃金神威（少年們）
- 後宮之烏（海商A）
- 路人超能100 III（綠意教誨信徒）
- 4個人各自有著自己的秘密（男學生1）
- 異世界歸來的舅舅（王國軍士兵）
- 我想成為影之強者！（騎士、觀眾）
- 呆萌酷男孩（男同學）

2023年
- 久保同學不放過我（水原）
- 狩火之王（煌四[3]）
- 呆萌酷男孩（男性）
- 真·進化果實～不知不覺踏上勝利的人生～（泰歐波特·戴拉·凱澤爾[4]）
- 關於我在無意間被隔壁的天使變成廢柴這件事（男學生）
- HIGH CARD 至高之牌（刑警）
- 妖幻三重奏（二之曲宗牙[5]）
- 英雄王，為了窮盡武道而轉生～而後成為世界最強見習騎士♀～（蘭德爾）
- 文豪Stray Dogs（士兵D）
- 機動戰士GUNDAM 水星的魔女（整備士）
- 機戰少女Alice Expansion（客人、研究員A）
- Dr.STONE 新石紀 NEW WORLD（少年、戰士）
- 和山田談場Lv999的戀愛（男性客）
- AI電子基因（阿淳）
- 出租女友（通行人、化妝師、男性客）
- 無職轉生II～到了異世界就拿出真本事～（Stepped Leader劍士A）
- 七魔劍支配天下（格溫·舍伍德）
- 『催眠麥克風 -Division Rap Battle-』Rhyme Anima +（犬山）
- 不死不運（觀光客）
- 靠著魔法藥水在異世界活下去！（綁架犯首領）

2024年
- 異修羅（探索士）
- 狩火之王 第2期（煌四[6]）
- 反派千金等級99～我是隱藏頭目但不是魔王～（男學生、衛兵）
- 不死不運（亞許）
- 公主殿下，「拷問」的時間到了（加可）
- 黑執事 寄宿學校篇（克雷頓[7]）
- Unnamed Memory 無名記憶（多安）
- 鬼滅之刃 柱訓練篇
- 金肉人 完美超人始祖篇（PEEK-A-BOO[8]）
- 異世界失格（學生）
- 關於我轉生變成史萊姆這檔事 第3期（邦尼）
- 異世界自殺突擊隊（吟遊詩人）
- 魔王軍最強的魔術師是人類（海賊C）
- 這個世界漏洞百出（戰士、AI男）
- Re:從零開始的異世界生活 3rd season（約書亞·尤克歷烏斯[9]）
- 一兆＄遊戲（平學[10]）
- 村井之戀（肺之守）
- 再見龍生，你好人生（基歐[11]）
- 刀劍神域外傳 Gun Gale Online II（幻之男友）

2025年
- 我與尼特女忍者的莫名同居生活（安海政[12]）
- Unnamed Memory 無名記憶 Act.2（多安）
- 遲早是最強的鍊金術師？（希斯）
- 我獨自升級 Season 2 -Arise from the Shadow-（三角光輝）
- 青春特調蜂蜜檸檬蘇打（男學生）
- 地。-關於地球的運動-（阿爾伯特[13]）
- WIND BREAKER—防風少年— Season 2（加賀廉二[14]）
- Classic★Stars – 古典樂★之星（李斯特[15]）
- 安妮·雪利（吉米·葛洛佛、馬丁·安德魯斯）
- 我是星際國家的惡德領主！（海賊、妮雅絲的部下、官員、雷達手、士兵）
- 戰隊大失格 2nd season（茶畑渚）
- 搖滾樂是淑女的嗜好（龍一）
- 戀上換裝娃娃 Season 2（五條新菜[16]）
- 最後可以再拜託您一件事嗎？（雷奧納多·艾爾·旺堤米翁[17]）

### 遊戲
2017年
- 惡魔72（オーセル）

2019年
- Wonder Gravity ～皮諾與重力使者～（テンペスタ、ジェット）

### 有聲漫畫
2024年
- 神樂鉢（六平千鈜）

## 外部連結
- 公式プロフィール （页面存档备份，存于） - スターダストプロモーション
- 石毛翔彌的X（前Twitter）